# Homoeotricha atrata
Homoeotricha atrata är en tvåvingeart som först beskrevs av Wang 1990.  Homoeotricha atrata ingår i släktet Homoeotricha och familjen borrflugor. Inga underarter finns listade i Catalogue of Life.